# Manuel de Falla
Manuel de Falla (n. 23 noiembrie 1876, Cádiz, Andaluzia, Spania – d. 14 noiembrie 1946, Alta Gracia⁠(d), Provincia Córdoba, Argentina) a fost un compozitor spaniol. Împreună cu Isaac Albéniz și Enrique Granados a fost unul dintre cei mai importanți compozitori spanioli din prima jumătate a secolului XX.

## Biografie
Falla s-a născut la Cádiz, pe numele său întreg Manuel María de los Dolores Falla y Matheu. Primii lui profesori de muzică au fost mama sa și bunicul său, iar la vârsta de nouă ani a început să facă pian cu un profesor de specialitate, Eloísa Galluzo. Se știu puține din acea perioadă a vieții sale, dar se știe că a încheiat colaborarea cu profesoara lui de pian destul de repede, deoarece ea a decis să se călugărească.
Din 1889 a continuat pianul cu un alt profesor, dar a început să învețe și armonie și tehnica contrapunctului. La vârsta de 15 ani a început să fie interesat de literatură și jurnalism și a fondat revista El Burlón și El Cascabel. După un concert în care s-au interpretat lucrări de Edvard Grieg în 1893 el a spus că vocația sa este cu siguranță muzica.